# Ioulia Lipnitskaïa
Ioulia Lipnitskaïa (en anglais : Yulia Lipnitskaya ; en russe : Ю́лия Вячесла́вовна Липни́цкая, Ioulia Viatcheslavovna Lipnitskaïa) est une patineuse artistique russe née le 5 juin 1998 à Iekaterinbourg.

## Biographie

### Carrière sportive
Ioulia Lipnitskaïa est née le 5 juin 1998 à Iekaterinbourg, en Russie,. Elle a été élevée par une mère célibataire, Daniela Leonidovna Lipnitskaïa, qui lui a donné son nom de famille.
Le père de Lipnitskaya, Viatcheslav, a été enrôlé dans l'armée russe alors que sa mère était enceinte, et il a choisi de ne pas revenir dans la famille par la suite. La grand-mère de Lipnitskaya, Evgenia Koklova, a pratiqué l'acrobatie, le patinage et la voile dans sa jeunesse.
Elle participe à la victoire de l'équipe russe lors de l'épreuve par équipes aux Jeux olympiques d'hiver de 2014 à Sotchi.
Trois semaines avant les Jeux de Sotchi, la Russe était devenue championne d'Europe à Budapest.
En 2013-2014, elle remporte aussi le prix Finlandia, le Grand Prix Skate Canada et la Coupe de Russie, avant de terminer deuxième de la finale des Grands Prix. Elle finit sa saison vice-championne du monde.
Luttant contre des problèmes d'anorexie, elle annonce en août 2017 qu'elle met un terme à sa carrière sportive.

### Records
Lipnitskaya est la plus jeune athlète russe à avoir remporté une médaille d'or aux Jeux olympiques d'hiver. Dans la catégorie du patinage simple féminin, elle est la plus jeune médaillée d'or aux Championnats d'Europe. Elle est également la plus jeune patineuse artistique féminine à remporter une médaille d'or aux Jeux olympiques selon les règles modernes. Lipnitskaya avait 15 ans et 249 jours lorsque la Russie a remporté le trophée par équipe.

## Palmarès
| Compétition                   | 2011    | 2012    | 2013    | 2014    | 2015    | 2016    | 2017    |  |  |  |  |  |  |  |
| Jeux olympiques d'hiver       |         |         |         | 5e      |         |         |         |  |  |  |  |  |  |  |
| Championnats du monde         |         |         |         | 2e      |         |         |         |  |  |  |  |  |  |  |
| Championnats d'Europe         |         |         |         | 1re     |         |         |         |  |  |  |  |  |  |  |
| Championnats de Russie        | 4e      | 2e      | F       | 2e      | 9e      | 7e      | F       |  |  |  |  |  |  |  |
| Championnats du monde juniors |         | 1re     | 2e      |         |         |         |         |  |  |  |  |  |  |  |
|                               |         |         |         |         |         |         |         |  |  |  |  |  |  |  |
| Grand Prix ISU                | 2010/11 | 2011/12 | 2012/13 | 2013/14 | 2014/15 | 2015/16 | 2016/17 |  |  |  |  |  |  |  |
| Finale du Grand Prix          |         |         | F       | 2e      | 5e      |         |         |  |  |  |  |  |  |  |
| Skate America                 |         |         |         |         |         | 6e      | F       |  |  |  |  |  |  |  |
| Skate Canada                  |         |         |         | 1re     |         |         |         |  |  |  |  |  |  |  |
| Coupe de Chine                |         |         | 2e      |         | 2e      |         |         |  |  |  |  |  |  |  |
| Trophée de France             |         |         | 3e      |         | 2e      | 2e      |         |  |  |  |  |  |  |  |
| Coupe de Russie               |         |         |         | 1re     |         |         | 12e     |  |  |  |  |  |  |  |
| Légende : F= Forfait          |         |         |         |         |         |         |         |  |  |  |  |  |  |  |